# Нге Ан
Нге Ан (виј. Nghe An) је једна од 58 покрајина Вијетнама. Налази се у региону Северна Централна Обала. Заузима површину од 16.498,5 km². Према попису становништва из 2009. у покрајини је живело 2.912.041 становника. Главни град је Vinh.